# Джузепе Балерио
Джузепе Балерио (на италиански: Giuseppe Ballerio) е бивш италиански футболен защитник. Израснал в школата на Интер, Балерио прекарва четири сезона под наем в отборите на Варезе, Алесандрия и АС Бари до 1932 г., когато се завръща в отбора на Амброзиана. С черно-синята фланелка изиграва 102 мача, на два пъти печели шампионата и веднъж купата на страната. За осемте си сезона в Интер, въпреки че е защитник Балерио никога не е санкционирван с картон. През 1940 г. се връща за един сезон в отбора на Варезе, а кариерата си приключва с отбора на Про Партия в Серия Б, през 1942 г.

## Отличия
- Шампион на Италия: 2

Интер: 1937-38, 1939-40
- Копа Италия: 1

Интер: 1938-39